# Kolej Benguelska
Kolej Benguelska (port. Caminho de Ferro de Benguela, CFB) – linia kolejowa w Angoli, położona w centralnej części kraju. Łączy atlantycki port Lobito z Luau na granicy z Demokratyczną Republiką Konga, gdzie łączy się z siecią kolejową tego kraju. Znana również jako Korytarz Lobito. Ma 1344 km długości.
Linia jest jedynym połączeniem kolejowym z Afryki Środkowej do Atlantyku.

## Historia
Budowę linii, zatwierdzoną ustawą z sierpnia 1899 roku, rozpoczęto w 1903 roku, a zakończono 2 lutego 1929 roku.
Linia powstała w celu transportu bogactw górniczych z południowego Konga do Europy.
Wojna domowa w Angoli spowodowała znaczne zniszczenie linii.
Pierwsze działania zmierzające do odbudowy linii podjęto w 1987 roku, lecz przerwano je z powodu wznowienie działań zbrojnych.
W latach 2006–2014 kolej została gruntownie wyremontowana przez Chińczyków za 2 miliardy dolarów.
W 2012 roku uruchomiono odcinek Lobito – Luena, a na początku 2015 roku odcinek Luena – Luau.
W 2022 roku rząd Angoli przyznał konsorcjum belgijskiego prywatnego operatora Vecturis, Trafigura i portugalskiej grupie budowlanej Mota-Engil 30-letnią koncesję na obsługę i utrzymanie linii.
W 2023 roku ogłoszono modernizację linii za 555 mln USD. Prace częściowo sfinansują Stany Zjednoczone.

## Przewozy
W 2019 roku kolej przewiozła 987 531 pasażerów i 124 936 ton towarów. Stanowi to 24,1% wszystkich pasażerów kolei w Angoli oraz 41,3% wszystkich towarów przewiezionych koleją w Angoli.